# MRP ribonucleasi
La ribonucleasi MRP è una particolare nucleasi (cioè un enzima capace di idrolizzare i legami fosfodiestere fra le subunità nucleotidiche degli acidi nucleici). È coinvolta in importanti processi biologici quali la replicazione del DNA mitocondriale, il controllo del ciclo cellulare e la maturazione dei pre-rRNA (nello specifico dell'rRNA 5,8S). 
La particolarità di questo enzima è data dalla presenza di una subunità non-polipeptidica costituita da una molecola di RNA.